# Christine de Hesse
Vous pouvez aider à l'améliorer ou bien discuter des problèmes sur sa page de discussion.
- Il ne cite pas suffisamment ses sources. Vous pouvez indiquer les passages à sourcer avec {{référence nécessaire}} ou {{Référence souhaitée}}, et inclure les références utiles en les liant aux notes de bas de page. (Marqué depuis avril 2024)
- Certaines informations devraient être mieux reliées aux sources mentionnées dans la bibliographie ou les liens externes. Améliorez sa vérifiabilité en les associant par des références. (Marqué depuis avril 2024)

- Archive Wikiwix
- Bing
- Cairn
- DuckDuckGo
- E. Universalis
- Gallica
- Google
- G. Books
- G. News
- G. Scholar
- Persée
- Qwant
- (zh) Baidu
- (ru) Yandex
- (wd) trouver des œuvres sur Wikidata

Titre
Duchesse consort de Schleswig-Holstein-Gottorp
17 décembre 1564 – 1er octobre 1586 
(21 ans, 9 mois et 14 jours)
Christine de Hesse (en allemand : Christine von Hessen), née le 29 juin 1543 à Cassel (Landgraviat de Hesse) et décédée le 13 mai 1604 à Kiel (Duché de Holstein), est duchesse consort de Schleswig-Holstein-Gottorp à la suite de son mariage avec Adolphe de Holstein-Gottorp.

## Biographie
Christine de Hesse est la fille de Philippe Ier de Hesse et de Christine de Saxe, Elle reçoit une éducation protestante stricte par sa tante Élisabeth, duchesse douairière de Saxe.
Le 17 décembre 1564, Christine de Hesse épouse Adolphe de Holstein-Gottorp, fils de Frédéric Ier de Danemark-Norvège et de Sophie de Poméranie. Dix enfants sont nés de cette union :
- Frédéric II (1568-1587), duc de Holstein-Gottorp, qui succède à son père en 1586 ;
- Sophie de Holstein-Gottorp (1569-1634), épouse en 1588 le duc Jean VII de Mecklembourg-Schwerin ;
- Philippe (1570-1590), duc de Holstein-Gottorp ;
- Christine (1573-1625), épouse en 1592 le futur roi Charles IX de Suède ;
- Élisabeth (1574-1587) ;
- Jean-Adolphe (1575-1616), prince-évêque de Brême et Lübeck puis duc de Holstein-Gottorp, épouse en 1596 Augusta de Danemark ;
- Anne de Holstein-Gottorp (1575-1625), épouse en 1598 le comte Ennon III de Frise orientale ;
- Christian (1576-1577) ;
- Agnès (1578-1627) ;
- Jean-Frédéric de Holstein-Gottorp (1579-1634), prince-évêque de Brême, Lübeck et Verden.

Elle exerce une certaine influence politique comme une veuve après 1586 en défendant les droits de son fils Philippe contre le conseil.